# フランク＝ヘルツの実験

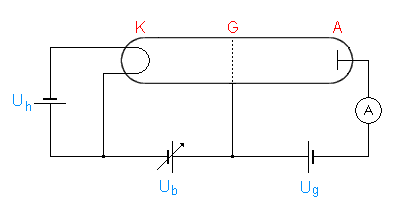
実験装置

フランク＝ヘルツの実験（フランク＝ヘルツのじっけん）は原子のとりうるエネルギーが離散的であるということを示し、量子論を検証した実験である。1914年、ジェイムス・フランクとグスタフ・ヘルツによって行われた。

## 概要
光によるエネルギーのやりとりにおいては発光スペクトルが固有の周波数をもつことから原子が離散的なエネルギー状態をもつことを示しているが、電場で加速した電子で励起される気体原子も離散的なエネルギーが吸収されることを示した。

## 実験方法と結果

加速電圧と電流値

放電管に希薄な気体を入れ、中に3つの電極を設けて電位を調節することによって、加速電圧と、ゲートを通過した電子の量（電流）を測定した。電子の加速電圧（電子のエネルギー）が気体原子によって吸収される固有のエネルギーの大きさの整数倍になるとき、エネルギーの吸収がおきる。電圧を変化させていくと、電流の大きさに周期的な減少（くぼみ）が現れることを示した実験である。

## ノーベル物理学賞
フランクとヘルツは、1925年、この研究がもとでノーベル物理学賞を受賞している。